# Svetlen
Svetlen (bulgariska: Светлен) är ett distrikt i Bulgarien.   Det ligger i kommunen Obsjtina Popovo och regionen Tărgovisjte, i den centrala delen av landet, 250 km öster om huvudstaden Sofia.